# Symbolrate
Die Symbolrate oder Baudrate ist in der digitalen Übertragungstechnik und Nachrichtentechnik die Anzahl der übertragenen Symbole pro Zeitspanne. Die Einheit „pro Sekunde“ dieser Rate wird als Baud bezeichnet, abgekürzt Bd, um sie z. B. von der Bitrate zu unterscheiden.

## Zusammenhänge
In jedem der hier betrachteten Zeitschritte (Symboldauer {\displaystyle T_{s}}) wird eines von mehreren möglichen Symbolen übertragen. Die Symbolrate ist also
{\displaystyle f_{s}={\frac {1}{T_{s}}}\,.}
Sind es mehr als zwei verschiedene Symbole, siehe Leitungscode, so trägt jedes Symbol mehr als ein Bit Information, und die Bitrate ist höher als die Symbolrate.
Bei Frequenzspreizverfahren wechselt der Zustand mehrfach pro Symbol, mit der um den Spreizfaktor höheren Chiprate. Ohne Frequenzspreizung ist die Schrittgeschwindigkeit gleich der Symbolrate. Bei trägerbasierenden Übertragungsverfahren heißt die Schrittgeschwindigkeit auch Modulationsrate.
Unter gewissen Voraussetzungen ist die nötige Bandbreite etwa gleich der Schrittgeschwindigkeit. Die tatsächlich benötigte Bandbreite hängt unter anderem von der Art der Pulsformung und ggf. von der Art der Modulation und von dem je nach Modulationsverfahren unterschiedlichen Modulationsindex ab. 